# VH1 Storytellers
A VH1 Storytellers egy televíziós zenei sorozat, melyet a VH1 csatorna készít.
Minden egyes epizódban közönség előtt élőben lépnek fel az előadók, és történeteket mesélnek a zenéjükről, a dalok megírásáról, emlékeikről, hasonlóan az  MTV Unplugged műsorhoz. Az első adás 1996-ban készült Ray Davies szereplésével, az ő Storyteller turnéja során, és innen kapta a nevét is a sorozat.
2016-ig összesen 97 epizód került adásba, és az előadások nagy része kiadásra került CD és DVD formátumban, teljes egészében vagy válogatásként.
A sorozat japán adásváltozata 2017. október 21-én indult az MTV Japánon. Első és egyetlen fellépője a Scandal volt.

## Fellépők

### VH1 Storytellers
| Epizód | Előadó                               | Dátum      |
| ------ | ------------------------------------ | ---------- |
| 01     | Ray Davies                           | 02-20-1996 |
| 02     | Jackson Browne                       | 04-18-1996 |
| 03     | Elvis Costello                       | 05-29-1996 |
| 04     | Sting                                | 07-15-1996 |
| 05     | The Black Crowes                     | 08-27-1996 |
| 06     | Melissa Etheridge                    | 09-13-1996 |
| 07     | Lyle Lovett                          | 06-23-1996 |
| 08     | Garth Brooks                         | 10-20-1996 |
| 09     | Bee Gees                             | 11-25-1996 |
| 10     | James Taylor                         | 03-26-1997 |
| 11     | Phil Collins                         | 04-14-1997 |
| 12     | Willie Nelson & Johnny Cash          | 05-12-1997 |
| 13     | John Fogerty                         | 06-06-1997 |
| 14     | Counting Crows                       | 08-12-1997 |
| 15     | Billy Joel                           | 09-01-1997 |
| 16     | Elton John                           | 09-19-1997 |
| 17     | Paul Simon                           | 10-20-1997 |
| 18     | Sarah McLachlan with Paula Cole      | 01-29-1998 |
| 19     | Shawn Colvin                         | 03-27-1998 |
| 20     | Rod Stewart                          | 04-28-1998 |
| 21     | Culture Club                         | 05-02-1998 |
| 22     | Bonnie Raitt                         | 05-12-1998 |
| 23     | Ringo Starr                          | 05-13-1998 |
| 24     | Hanson                               | 06-27-1998 |
| 25     | Stevie Nicks                         | 08-18-1998 |
| 26     | Sheryl Crow                          | 08-20-1998 |
| 27     | Natalie Merchant                     | 09-14-1998 |
| 28     | John Mellencamp                      | 10-01-1998 |
| 29     | Meat Loaf                            | 10-05-1998 |
| 30     | R.E.M.                               | 10-23-1998 |
| 31     | Tori Amos                            | 10-24-1998 |
| 32     | Tony Bennett and Backstreet Boys     | 10-25-1998 |
| 33     | Dave Matthews Featuring Tim Reynolds | 03-24-1999 |
| 34     | Tom Petty                            | 03-31-1999 |
| 35     | Tom Waits                            | 04-01-1999 |
| 36     | Jewel                                | 06-09-1999 |
| 37     | The Pretenders                       | 06-25-1999 |
| 38     | Alanis Morissette                    | 07-26-1999 |
| 45     | Def Leppard                          | 07-26-1999 |
| 46     | David Bowie                          | 08-23-1999 |
| 47     | Lenny Kravitz                        | 08-22-1999 |
| 48     | Wyclef Jean And Friends              | 09-07-1999 |
| 49     | Eurythmics                           | 08-28-1999 |
| 50     | Crosby, Stills, Nash & Young         | 02-18-2000 |
| 51     | Steely Dan                           | 02-01-2000 |
| 52     | Don Henley                           | 02-19-2000 |
| 53     | Pete Townshend                       | 2000       |
| 54     | The Best of Storytellers             | 2000       |
| 55     | Stone Temple Pilots                  | 03-08-2000 |
| 56     | Bon Jovi                             | 09-22-2000 |
| 57     | No Doubt                             | 08-10-2000 |
| 58     | Duran Duran                          | 06-25-2000 |
| 59     | The Smashing Pumpkins                | 08-24-2000 |
| 60     | A tribute to The Doors               | 09-26-2000 |
| 61     | Matchbox Twenty                      | 02-09-2001 |
| 62     | Billy Idol                           | 04-19-2001 |
| 63     | Travis                               | 2001       |
| 64     | Electric Light Orchestra             | 04-20-2001 |
| 65     | Train & Fuel                         | 06-17-2001 |
| 66     | The Goo Goo Dolls                    | 04-12-2001 |
| 67     | Robert Plant                         | 07-14-2002 |
| 68     | Green Day                            | 06-05-2005 |
| 69     | Bruce Springsteen                    | 04-23-2005 |
| 70     | Coldplay                             | 2005       |
| 71     | Dave Matthews Band                   | 2005       |
| 72     | Pearl Jam                            | 07-01-2006 |
| 73     | Dixie Chicks                         | 10-28-2006 |
| 74     | Jay-Z                                | 11-08-2007 |
| 75     | Mary J. Blige                        | 02-25-2008 |
| 76     | Snoop Dogg                           | 2008       |
| 77     | Kid Rock                             | 11-27-2008 |
| 78     | Kanye West                           | 02-28-2009 |
| 79     | ZZ Top                               | 06-27-2009 |
| 80     | Foo Fighters                         | 11-27-2009 |
| 81     | John Mayer                           | 12-10-2009 |
| 82     | Christina Aguilera                   | 05-05-2010 |
| 83     | T.I.                                 | 12-10-2010 |
| 84     | Kings of Leon                        | 05-13-2011 |
| 85     | Cee Lo Green                         | 05-20-2011 |
| 86     | Death Cab for Cutie                  | 05-27-2011 |
| 87     | My Morning Jacket                    | 06-03-2011 |
| 88     | Ray LaMontagne                       | 06-10-2011 |
| 89     | Maxwell                              | 06-17-2011 |
| 90     | Jill Scott                           | 05-12-2012 |
| 91     | Jason Mraz                           | 06-01-2012 |
| 92     | Norah Jones                          | 06-08-2012 |
| 93     | Grace Potter and the Nocturnals      | 06-15-2012 |
| 94     | Taylor Swift                         | 11-11-2012 |
| 95     | Alicia Keys                          | 11-12-2012 |
| 96     | Pink                                 | 11-13-2012 |
| 97     | Ed Sheeran                           | 01-24-2015 |

Meat Loaf annyira élvezte a műsort, hogy megvásárolta a színpadi díszleteket a VH1-tól és 1998/1999-ben saját Storytellers-turnét csinált.

### MTV Japan Storytellers
| Epizód | Előadó  | Dátum      |
| ------ | ------- | ---------- |
| 01     | Scandal | 10-21-2017 |

## Fordítás
- Ez a szócikk részben vagy egészben  a   VH1 Storytellers című angol Wikipédia-szócikk ezen változatának fordításán alapul.  Az eredeti cikk szerkesztőit annak laptörténete sorolja fel. Ez a jelzés csupán a megfogalmazás eredetét és a szerzői jogokat jelzi, nem szolgál a cikkben szereplő információk forrásmegjelöléseként.